# Menetou-Couture
Menetou-Couture [mɛntu kutyʁ] est une commune française située en région Centre-Val de Loire, dans le département du Cher.
Ses habitants s’appellent depuis une décision du conseil municipal de 2018 les Monesto-Couturiens.

## Géographie
La commune s'étend sur 28,9 km² et compte 341 habitants depuis le dernier recensement de la population datant de 2007, soit une densité de 11,8 habitants par km².
Entourée par les communes de Saint-Hilaire-de-Gondilly, Précy, Torteron  et Jouet-sur-l'Aubois, Menetou-Couture est à 19 km au nord-ouest de Nevers, la plus grande ville aux alentours. Située entre 173 et 212 mètres d'altitude, la commune est traversée par un petit ruisseau dénommé le Liseron.
La commune comprend le bourg proprement dit et les hameaux de Feuillarde, Champ de la Croix, Borderousse et l'Usage.

### Climat
Pour des articles plus généraux, voir Climat du Centre-Val de Loire et Climat du Cher.
En 2010, le climat de la commune est de type climat océanique dégradé des plaines du Centre et du Nord, selon une étude du CNRS s'appuyant sur une série de données couvrant la période 1971-2000. En 2020, Météo-France publie une typologie des climats de la France métropolitaine dans laquelle la commune est exposée à un climat océanique altéré et est dans la région climatique  Centre et contreforts nord du Massif Central, caractérisée par un air sec en été et un bon ensoleillement. 
Pour la période 1971-2000, la température annuelle moyenne est de 10,7 °C, avec une amplitude thermique annuelle de 15,5 °C. Le cumul annuel moyen de précipitations est de 787 mm, avec 11,6 jours de précipitations en janvier et 7,7 jours en juillet. Pour la période 1991-2020, la température moyenne annuelle observée sur la station météorologique la plus proche, située sur la commune de Marzy à 15 km à vol d'oiseau, est de 11,4 °C et le cumul annuel moyen de précipitations est de 783,5 mm,. Pour l'avenir, les paramètres climatiques de la commune estimés pour 2050 selon différents scénarios d'émission de gaz à effet de serre sont consultables sur un site dédié publié par Météo-France en novembre 2022.

## Urbanisme

### Typologie
Au 1er janvier 2024, Menetou-Couture est catégorisée commune rurale à habitat dispersé, selon la nouvelle grille communale de densité à 7 niveaux définie par l'Insee en 2022.
Elle est située hors unité urbaine. Par ailleurs la commune fait partie de l'aire d'attraction de Nevers, dont elle est une commune de la couronne,. Cette aire, qui regroupe 93 communes, est catégorisée dans les aires de 50 000 à moins de 200 000 habitants,.

### Occupation des sols
L'occupation des sols de la commune, telle qu'elle ressort de la base de données européenne d’occupation biophysique des sols Corine Land Cover (CLC), est marquée par l'importance des territoires agricoles (59,9 % en 2018), une proportion sensiblement équivalente à celle de 1990 (60,1 %). La répartition détaillée en 2018 est la suivante : 
terres arables (44 %), forêts (38,6 %), prairies (15,9 %), milieux à végétation arbustive et/ou herbacée (1 %), zones urbanisées (0,5 %).
L'évolution de l’occupation des sols de la commune et de ses infrastructures peut être observée sur les différentes représentations cartographiques du territoire : la carte de Cassini (XVIIIe siècle), la carte d'état-major (1820-1866) et les cartes ou photos aériennes de l'IGN pour la période actuelle (1950 à aujourd'hui).

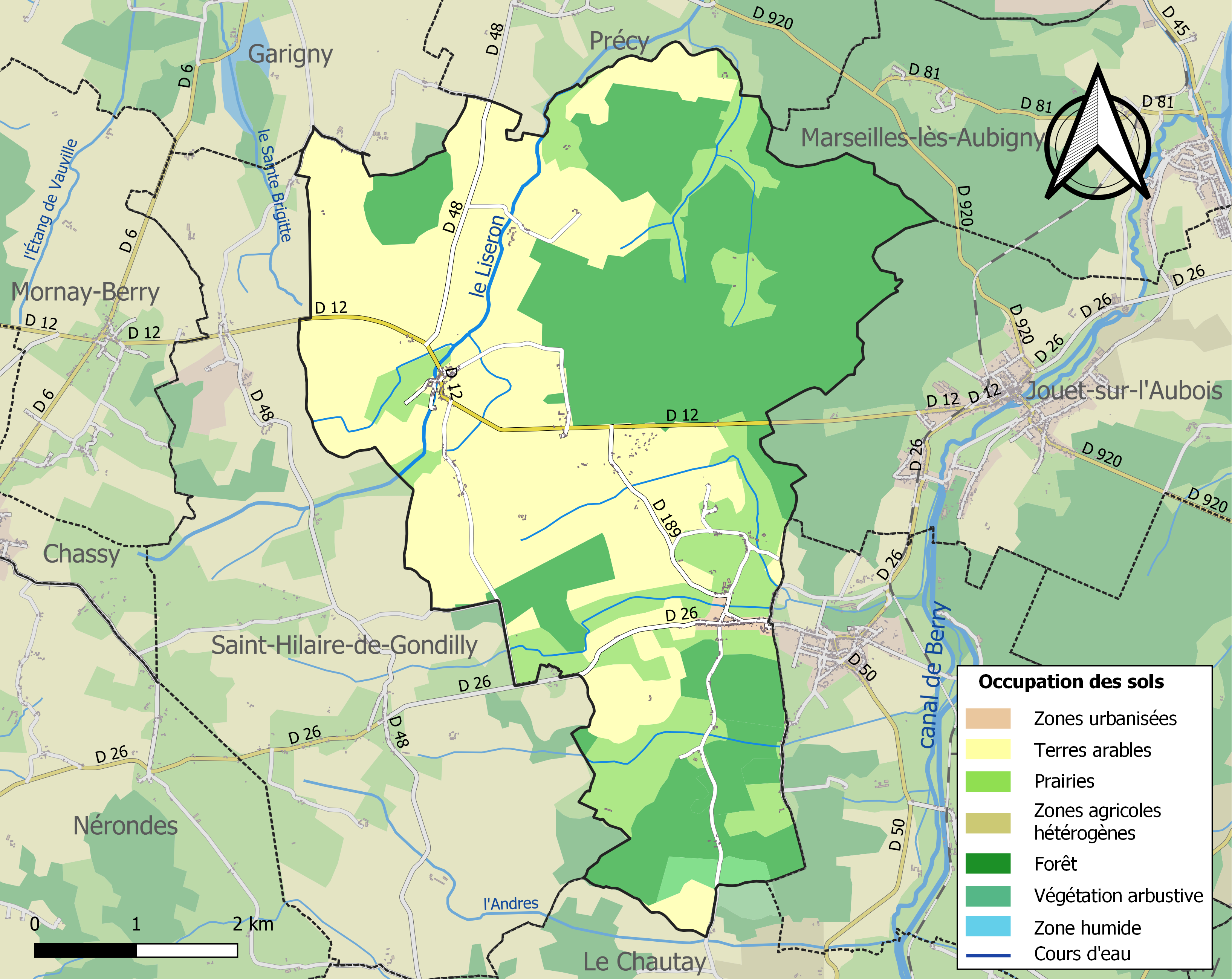
Carte des infrastructures et de l'occupation des sols de la commune en 2018 (CLC).

### Risques majeurs
Le territoire de la commune de Menetou-Couture est vulnérable à différents aléas naturels : météorologiques (tempête, orage, neige, grand froid, canicule ou sécheresse), mouvements de terrains et séisme (sismicité faible). Un site publié par le BRGM permet d'évaluer simplement et rapidement les risques d'un bien localisé soit par son adresse soit par le numéro de sa parcelle.

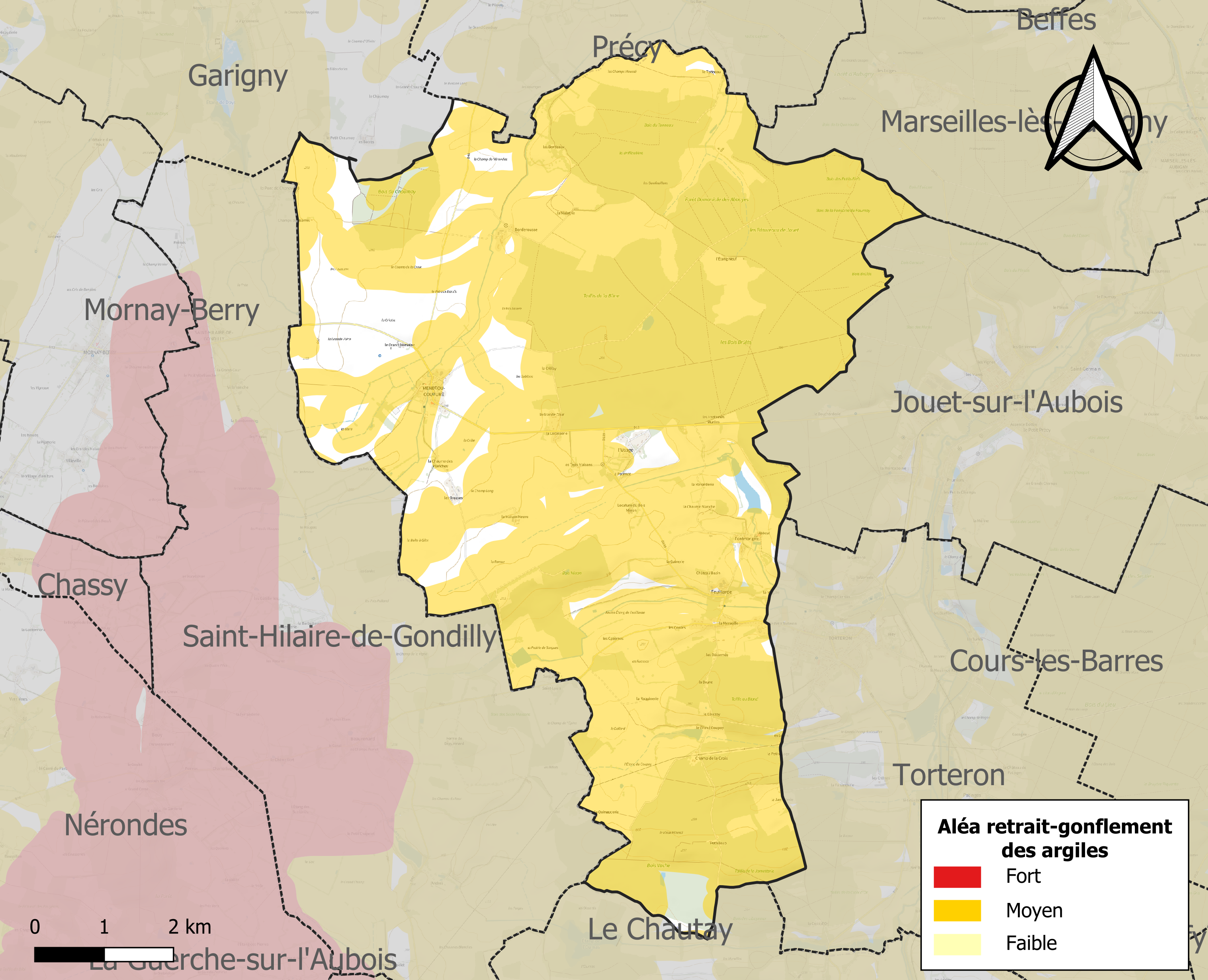
Carte des zones d'aléa retrait-gonflement des sols argileux de Menetou-Couture.

La commune est vulnérable au risque de mouvements de terrains constitué principalement du retrait-gonflement des sols argileux. Cet aléa est susceptible d'engendrer des dommages importants aux bâtiments en cas d’alternance de périodes de sécheresse et de pluie. 89,2 % de la superficie communale est en aléa moyen ou fort (90 % au niveau départemental et 48,5 % au niveau national). Sur les 236 bâtiments dénombrés sur la commune en 2019, 207 sont en aléa moyen ou fort, soit 88 %, à comparer aux 83 % au niveau départemental et 54 % au niveau national. Une cartographie de l'exposition du territoire national au retrait gonflement des sols argileux est disponible sur le site du BRGM,.
Concernant les mouvements de terrains, la commune a été reconnue en état de catastrophe naturelle au titre des dommages causés par la sécheresse en 2018 et 2019 et par des mouvements de terrain en 1999.

## Histoire
Le nom de Menetou-Couture, vient (pour Menetou) de « monasterium », mot latin désignant l'agglomération des bâtiments d'une communauté religieuse, et (pour Couture) de « cultura », mot latin signifiant « un champ labouré », « une terre cultivée et ensemencée » ou encore « un lieu défriché pour la culture », sens passé dans les idiomes romanisés.
La présence d'une abbaye bénédictine est attestée dès la fin du XIe siècle. En 1149, elle est affiliée à l'ordre de Cîteaux. Aux XIIe et XIIIe siècles, sa prospérité s'accompagne d'une expansion des bâtiments et de la construction d'une église commencée en 1160 et consacrée en 1225.
Au XVIIIe siècle, Menetou-Couture se consacre presque entièrement à l'extraction du minerai de fer et à la sidérurgie. Le fer très "doux" de Menetou devient extrêmement célèbre et recherché sous le nom de  « fer de Berry ». Il est attentivement étudié et décrit par Réaumur dans L'Art de convertir le fer forgé en acier et l'Art d'adoucir le fer fondu, ou de faire des ouvrages de fer fondu aussi finis que de fer forgé (1722), ouvrage fondateur de la sidérurgie scientifique.
Un mémoire commandé en 1812 par Napoléon Bonaparte à Jean-Henri Hassenfratz décrit les avantages du fer de Berry produit à Menetou:
« Les fers fibreux, lorsqu'ils ne sont pas rouverins, donnent ordinairement de l'acier excellent et qui a beaucoup de corps; mais ils exigent une grande durée de feu dans la cémentation pour les amener à l’état d’acier. Ces fers ne montrent que des fibres, et la cassure ressemble à celle d’un morceau de bois rompu. On leur donne ordinairement le nom de fer doux; tel est le fer de Berry, bien forgé et étiré en bande. »

## Politique et administration
| Période                                  | Période                         | Identité              | Étiquette | Qualité                              |
| ---------------------------------------- | ------------------------------- | --------------------- | --------- | ------------------------------------ |
| Les données manquantes sont à compléter. |                                 |                       |           |                                      |
| 1828                                     | 1831                            | ?                     |           |                                      |
| 1830                                     | 1831                            | Jacques Gaudin        |           |                                      |
| 1832                                     | 1833                            | Edmé Jorandon         |           |                                      |
| 1834                                     | 1837                            | ?                     |           |                                      |
| 1838                                     | 1843                            | Paul de Rolland       |           | Propriétaire                         |
| 1844                                     | 1851                            | ?                     |           |                                      |
| 1852                                     | 1870                            | Paul de Rolland       |           | Propriétaire                         |
| 1870                                     | 1870                            | Auguste Thevin        |           |                                      |
| 1871                                     | 1872                            | Jacques Neveu         |           |                                      |
| 1873                                     | 1876                            | Auguste Thevin        |           |                                      |
| 1876                                     | 1878                            | Gabriel Pillet        |           |                                      |
| 1878                                     | 1884                            | Louis Michelet        |           |                                      |
| 1885                                     | 1888                            | François Lucas        |           |                                      |
| 1888                                     | 1891                            | François Vinadelle    |           |                                      |
| 1891                                     | 1900                            | François Lucas        |           |                                      |
| 1901                                     | ?                               | Louis Clair           |           |                                      |
|                                          |                                 |                       |           |                                      |
| 2001                                     | En cours (au 27 septembre 2014) | Jean-Pierre Ratillon, |           | Agriculteur sur moyenne exploitation |

## Démographie
L'évolution du nombre d'habitants est connue à travers les recensements de la population effectués dans la commune depuis 1793. Pour les communes de moins de 10 000 habitants, une enquête de recensement portant sur toute la population est réalisée tous les cinq ans, les populations de référence des années intermédiaires étant quant à elles estimées par interpolation ou extrapolation. Pour la commune, le premier recensement exhaustif entrant dans le cadre du nouveau dispositif a été réalisé en 2007.

En 2022, la commune comptait 357 habitants, en évolution de −1,11 % par rapport à 2016 (Cher : −2,48 %, France hors Mayotte : +2,11 %).
| 1793 | 1800 | 1806 | 1821 | 1831 | 1836 | 1841 | 1846  | 1851  |
| ---- | ---- | ---- | ---- | ---- | ---- | ---- | ----- | ----- |
| 680  | 672  | 752  | 580  | 974  | 934  | 973  | 1 110 | 1 382 |

| 1856  | 1861  | 1866  | 1872  | 1876  | 1881  | 1886  | 1891  | 1896  |
| ----- | ----- | ----- | ----- | ----- | ----- | ----- | ----- | ----- |
| 1 755 | 1 796 | 2 186 | 2 102 | 1 793 | 1 355 | 1 228 | 1 192 | 1 020 |

| 1901 | 1906 | 1911 | 1921 | 1926 | 1931 | 1936 | 1946 | 1954 |
| ---- | ---- | ---- | ---- | ---- | ---- | ---- | ---- | ---- |
| 914  | 922  | 823  | 756  | 794  | 664  | 597  | 588  | 583  |

| 1962 | 1968 | 1975 | 1982 | 1990 | 1999 | 2006 | 2007 | 2012 |
| ---- | ---- | ---- | ---- | ---- | ---- | ---- | ---- | ---- |
| 510  | 477  | 394  | 369  | 356  | 316  | 338  | 341  | 350  |

| 2017 | 2022 | - | - | - | - | - | - | - |
| ---- | ---- | - | - | - | - | - | - | - |
| 365  | 357  | - | - | - | - | - | - | - |

## Culture locale et patrimoine

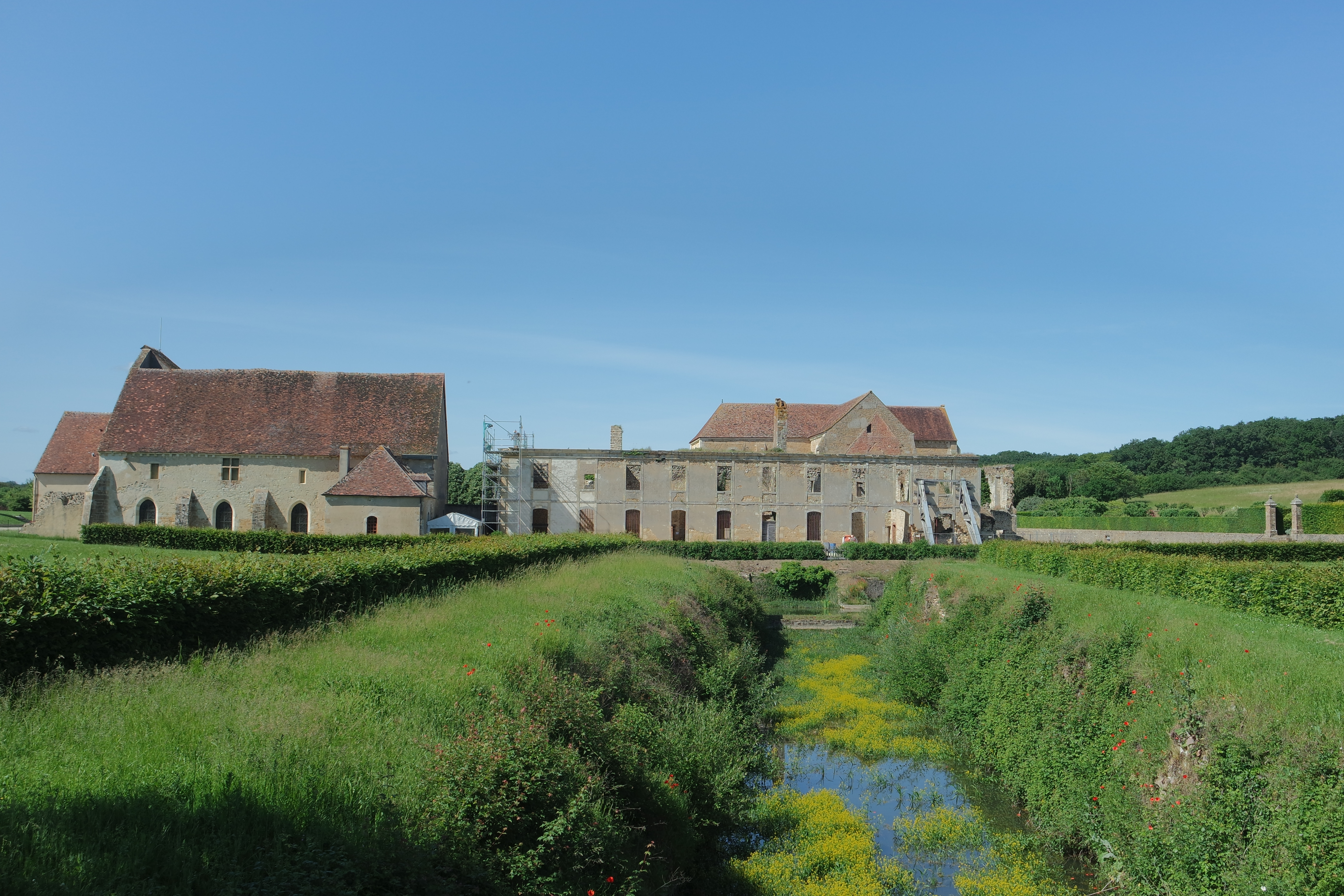
Une partie de l'abbaye de Fontmorigny en 2020.

### Lieux et monuments
- L'église Saint-Caprais, des XIe et XVIe siècles, est inscrite sur l'Inventaire supplémentaire des Monuments Historiques par arrêté du 2 mars 1926[30],[31].
L'église abrite des peintures murales du XVIe siècle, classées Monuments Historiques par décret du 1er décembre 1913.
À l'origine, l'édifice comportait un clocher qui, faute d'entretien, menaçait de s'écrouler et fut détruit par décision de la commune le 22 juillet 1933[32].
- Château de Menetou-Couture. Vers 1460 et XVIIIe siècle. 47° 02′ 43″ N, 2° 54′ 55″ E. L'édifice est classé et partiellement inscrit au titre des monuments historiques en 1917 et 1992[33]. Le donjon daté de 1460 et les annexes du XVIIIe siècle. Le donjon est classé parmi les Monuments Historiques par le décret du 30 octobre 1917[34].
- Ancienne abbaye cistercienne de Fontmorigny du XIIe siècle, classée et partiellement inscrite aux Monuments Historiques par décret du 28 décembre 1984[35] ,[36]. 47° 01′ 56″ N, 2° 57′ 25″ E

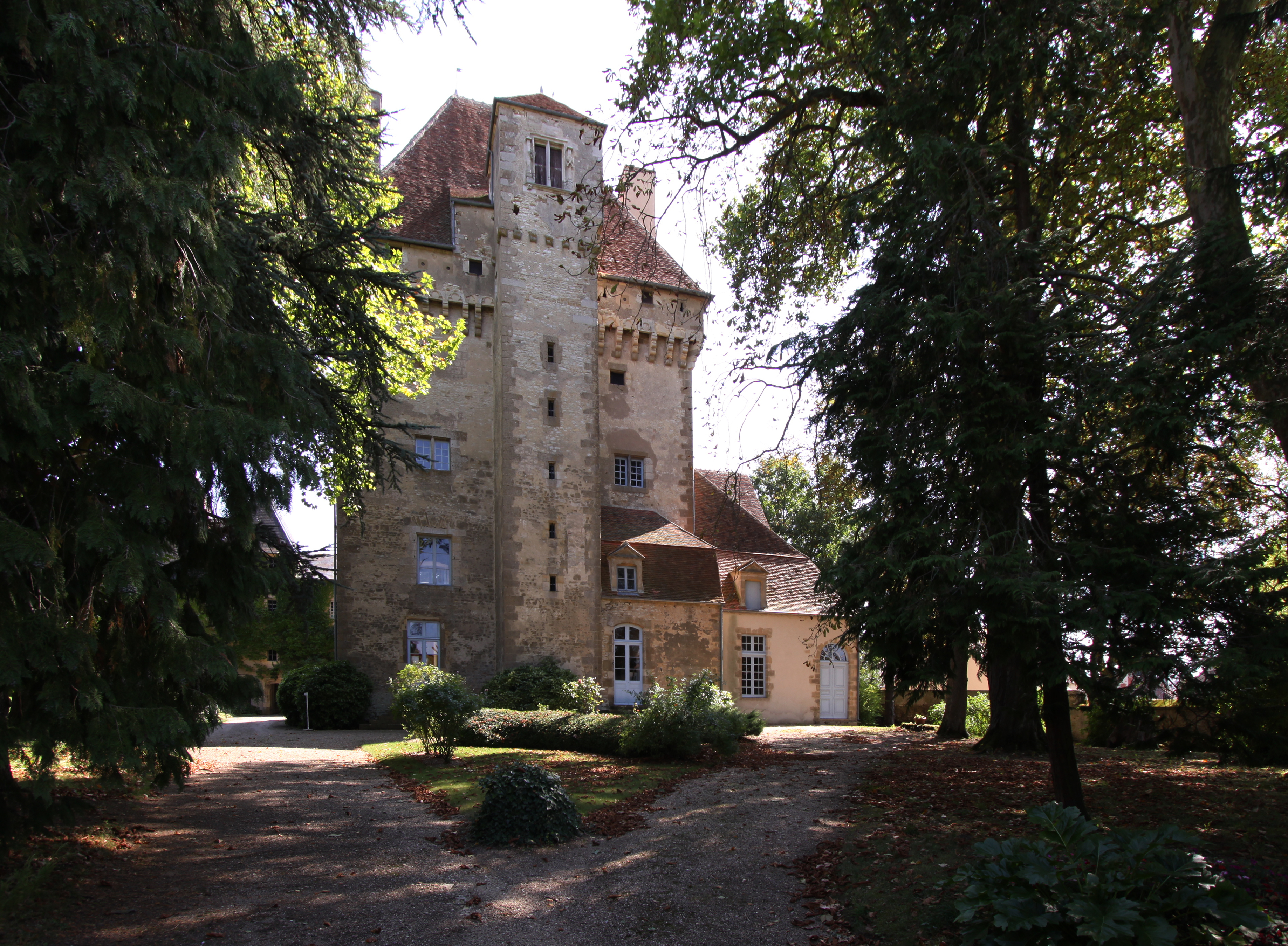
Donjon du château.
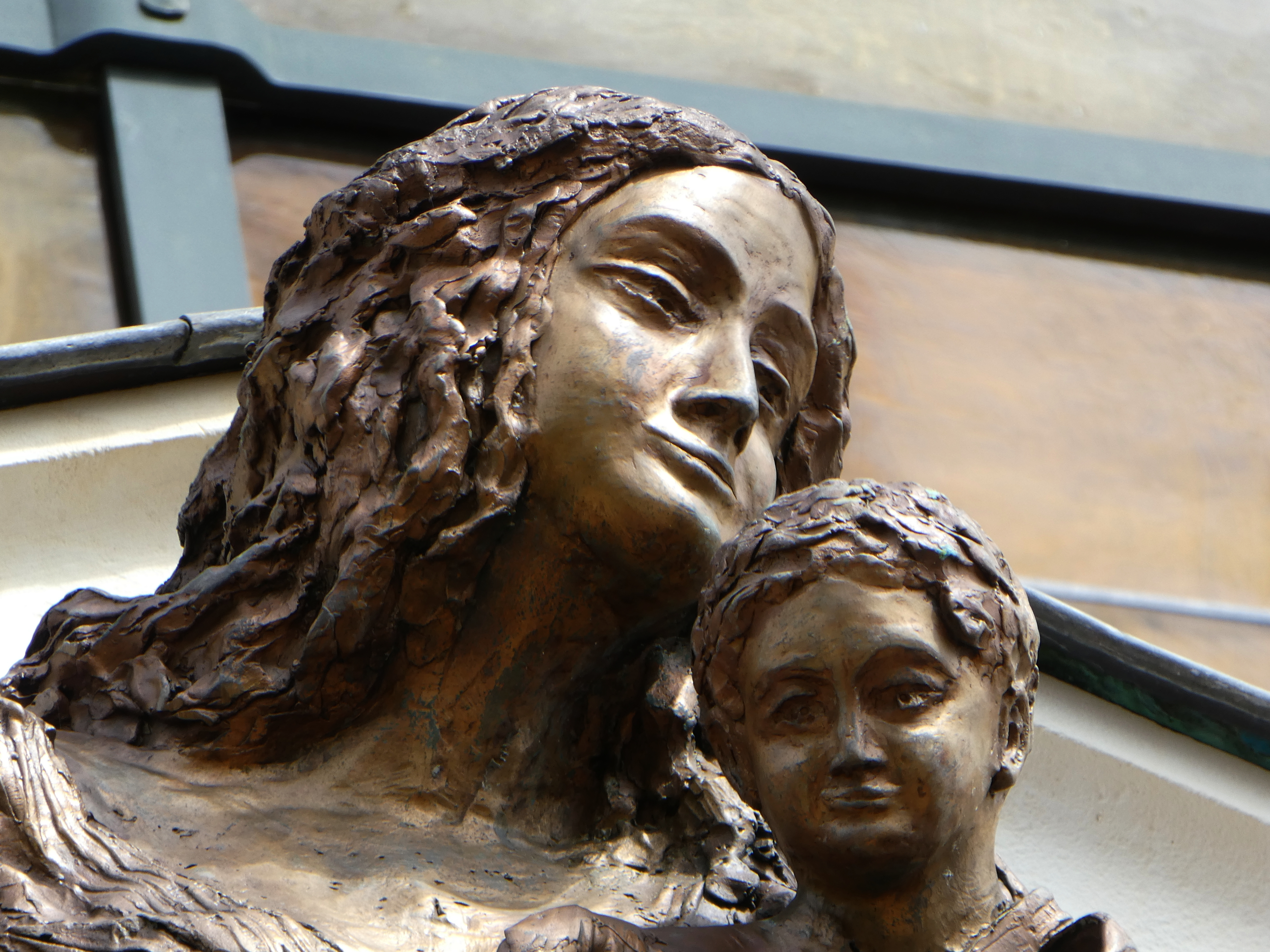
Vierge du portail de l'abbaye de Fontmorigny.

### Personnalités liées à la commune
- Henriette Guiral (1889-1945), résistante française, morte des suites de sa déportation, est née à Menetou-Couture

### Héraldique
| Blason de Menetou-Couture | Blason  | Écartelé : au 1er d'azur au château du lieu d'or, ouvert et essoré de gueules, ajouré du champ, au 2e de sinople à la charrue d'or, au 3e de sinople au pic de sable emmanché de tenné et posé en bande, au 4e d'azur à l'épi de blé d'or posé en barre, sur le tout de gueules à l'arbre au naturel. |
| Blason de Menetou-Couture | Détails | Le statut officiel du blason reste à déterminer. |